# Alvania aeoliae
Alvania aeoliae is een slakkensoort uit de familie van de Rissoidae. De wetenschappelijke naam van de soort is voor het eerst geldig gepubliceerd in 1988 door Palazzi.